# Juan Dinenno
Juan Ignacio Dinenno De Cara (Rosario, 28 agosto 1994) è un calciatore argentino, attaccante del San Paolo.

## Carriera
Ha esordito nella massima serie argentina con il Racing Club nella stagione 2013-2014.

## Palmarès

### Individuale
- Capocannoniere della CONCACAF Champions League: 1

2022 (9 reti)